# Malajiska unionen
Malajiska unionen var en federation av de brittiska protektoraten Förenade och Oförenade malajstaterna och två Straits Settlements, kronkolonierna i Penang och Malacka. Det var en efterföljare till Brittiska Malaya och var tänkt att ena Malackahalvön förutom Singapore under en gemensam regering för att förenkla administrationen. På grund av motstånd från malajiska nationalister upplöstes Malajiska unionen 1948 och ersattes av Malajiska federationen, som återställde de symboliska positionerna för härskarna i de nio Malajstaterna.

## Motstånd
De etniska malajerna var redan från början emot den Malajiska unionen. Redan en månad efter grundandet av unionen bildades UMNO, som bas för motståndet.
Malajernas motstånd hade tre huvudorsaker:
- sättet, på vilket britterna hade fått sultanernas underskrift
De anklagelses för samarbete under den japanska ockupationen och hotades att bli detroniserade.
- urholkningen av sultanernas makt
De traditionella härskarna över de malajiska staterna måste överlämna nästan alla befogenheter till den brittiska kronan, med undantag för kulturella och religiösa frågor. Hela unionen styrdes av en brittisk guvernör.
- det generösa beviljandet av medborgarskap
I Malajiska unionen gällde jus soli. Alla medborgare utlovades lika rättigheter oavsett etnisk tillhörighet. Malajerna kritiserade främst att de kineser som hade invandrat nyligen kunde erhålla medborgarskap i Malaya. Kineserna ansågs på grund av sin dominerande ställning i ekonomin som ett hot mot den ekonomiska utvecklingen i Malaya.